# Kálnoki Henrik
Kálnoki Henrik, születési és 1881-ig használt nevén Kaufmann Henrik (Gyömörő, 1858. augusztus 14. – Budapest, 1925. április 4.) újságíró, szakíró, lapszerkesztő. Kálnoki Izidor újságíró, műfordító bátyja.

## Élete
Kaufmann József és Alt Róza fiaként született. Középiskoláit Budapesten, technikai tanulmányait Bécsben végezte. 1877-től, az alapításától a Wodianer-féle Budapest című lap munkatársa volt, majd 1880-ban átvette az Egyetértés közgazdasági rovatának vezetését. 1878-ban az Uj Nemzedék című ifjúsági közlönyt szerkesztette Vasvári Ferenccel, melyből hat szám jelent meg. Főmunkatársa volt a Magyar Ipar és Kereskedelmi Lapnak, illetve a Magyar Iparosok Lapjának. Ő honosította meg a magyar sajtóban a rendszeres közgazdasági rovatot. 1899-ben megalapította és szerkesztette A Hitel című lapot. Részt vett a Budapesti Újságírók Egyesülete megszervezésében, s haláláig annak pénztárosi, majd ellenőri tisztségét viselte. Részt vett A Pallas nagy lexikonának szerkesztésében.
A Kerepesi úti temetőben helyezték végső nyugalomra.

## Családja
Házastársa Kaufmann Ernesztina volt.
Gyermekei
- Kálnoki Lajos (1883–1946)[5] újságíró.
- Kálnoki Andor (1885–?).
- Kálnoki Jolán (1886–1887).
- Kálnoki Erzsébet (1889–?). Férje Gombos (Goldstein) Benő gépészmérnök volt.[6]

## Munkái
- Bobula János szereplése közéletünkben, különös tekintettel a főváros VI. kerületének az 1878-ik országgyűlési képviselőválasztások alatt az iparos és kereskedői osztály érdekében kifejtett mozgalmára. Bobula János arcképével (Budapest, 1879)
- Az új pénz, a valutaszabályozás népszerű kátéja. Az új pénznemek természetes nagyságú rajzaival és átszámítási táblázatokkal. (Budapest, 1892)